# Lễ vọng

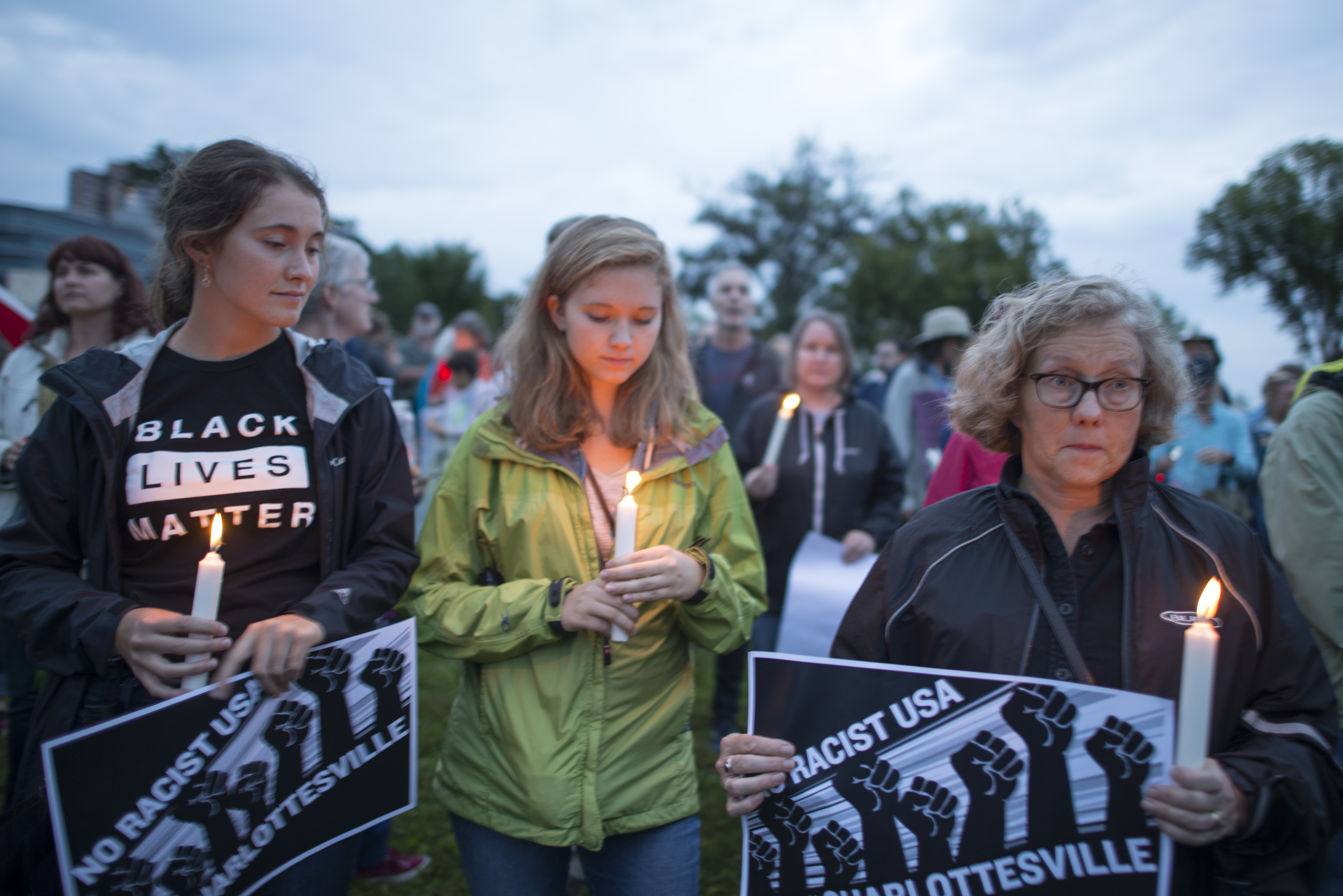
Một buỗi cầu nguyện lễ vọng ở Mỹ

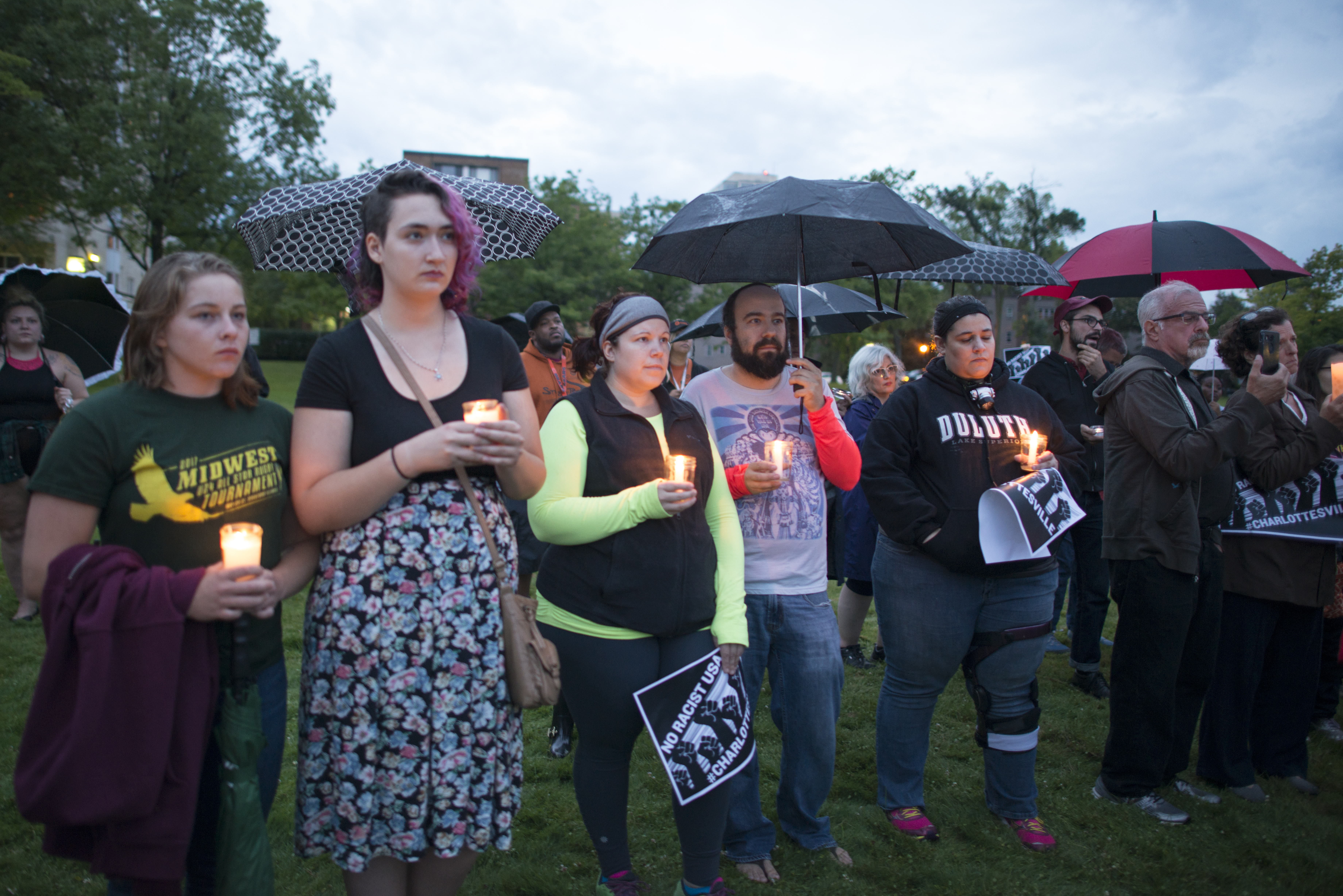
Buổi cầu nguyện

Lễ vọng (tiếng Anh: Vigil xuất phát từ tiếng Latin là Vigilia có nghĩa là sự tỉnh táo, tiếng Hy Lạp: pannychis, παννυχίς hay agrypnia, ἀγρυπνία có nghĩa là buổi canh thức, giờ canh thức) là khoảng thời gian phải duy trì sự tỉnh táo, không chợp mắt (mất ngủ có chủ đích) để chuẩn bị làm một nghi lễ cầu nguyện. Từ Vigilia trong tiếng Ý đã được khái quát hóa theo nghĩa này và có nghĩa là đêm trước (trong cụm từ "đêm trước cuộc chiến").  Các buổi canh thức cũng thường được thấy nhiều vào Ngày lễ thánh trong các Giáo hội Công giáo, Lutheran, Anh giáo và phong trào Giám lý. Canh thức Giáng Sinh vào đêm rạng ngày Chúa giáng sinh, là để cầu nguyện trong tâm tình chờ mong Ngôi Hai Thiên Chúa giáng sinh. Ðỉnh điểm của buổi canh thức này là việc cử hành lễ tạ ơn, gọi là lễ Canh Thức Giáng Sinh, thường cử hành vào buổi chiều hôm trước ngày Giáng Sinh cùng với Kinh Chiều I. 
Trong phụng vụ của Hội Thánh, một vài lễ trọng cũng có lễ canh thức (vigil), nổi bật nhất là Canh Thức Phục Sinh, cử hành vào chiều tối Thứ Bảy Tuần Thánh. Trước lễ Giáng Sinh cũng có canh thức. Ở một số quốc gia trong đó có Hoa Kỳ thì các buổi cầu nguyện được tổ chức ở những nơi công cộng như một hình thức phản đối ôn hòa hoặc để tang công khai, chẳng hạn bao gồm nhiều buổi cầu nguyện công khai trong các cuộc biểu tình chống lại bạo lực của cảnh sát Mỹ cũng như các buổi cầu nguyện công khai cho các nạn nhân của các vụ xả súng hàng loạt, có thể diễn ra như một sự tưởng nhớ hoặc kỷ niệm một cái chết hoặc sự kiện đau buồn. Những buổi cầu nguyện này thường bắt đầu bằng một thông báo hoặc bài phát biểu, và có thể im lặng hoặc bao gồm tụng kinh, hát những bài hát Thánh ca, hoặc lời cầu nguyện. Các buổi cầu nguyện công khai ở Hoa Kỳ không nhất thiết phải mang tính tôn giáo về phạm vi hoặc giọng điệu và thường hoàn toàn mang tính thế tục, nhưng có thể mang tính chất tôn giáo tùy thuộc vào nhóm hoặc cá nhân tổ chức buổi cầu nguyện.